# Dioscorea traillii
Dioscorea traillii är en enhjärtbladig växtart som beskrevs av Reinhard Gustav Paul Knuth. Dioscorea traillii ingår i släktet Dioscorea och familjen Dioscoreaceae. Inga underarter finns listade i Catalogue of Life.